# Марино Фальєро
Марино Фальєро (італ. Marino Faliero) — 55-й венеційський дож у 1354—1354 роках.

## Біографія
Належав до старовинного патриціанського роду, одного з «дванадцяти апостольських». Син Джакопо Фалієро та Беттіоли Лоредан. Народився близько 1274 року.
Перша відома публічна посада Фальєро засвідчена 10 жовтня 1315 року, коли він був одним із трьох голів (капі) Ради Десяти, скликаної для розгляду винагородити Россетто ді Кампоногара за вбивство Нікколо Кверіні, симпатика невдалої змови Тьєполо 1310 року. Фальєро продовжував бути членом ради до 1320 року та декілька разів протягом цього періоду обіймав посаду голови Ради Десяти, а також державного інквізитора. На початку 1320 року йому було доручено разом з Андреа Мікеле організувати вбивство Баджамонте Тьєполо та П'єтро Кверіні, єдиних двох лідерів змови, які все ще перебували на волі.
З того часу і до 1323 року діяльність Марино Фальєро невідома, окрім записів про торгівельну діяльність у 1321 році та на початку 1323 року. У квітні 1323 року його було призначено байло та капітаном (військовим комендантом) Негропонте. У 1326 році він знову був у Венеції як член Ради Десяти, але в травні наступного року вирушив до Болоньї з дипломатичною місією разом з Марко Мікеле до пріора сервітів, які мали суперечку з Венецією. Повернувшись до Венеції, він знову служив у Ради Десяти, невдовзі після цього він залишив її, щоб бути обраним до поліцейської магістратури П'ятох за мир. Наступного разу він згадується в низці приватних документів у 1329 році, а також був обраний до Ради Десяти в серпні того ж року, а потім знову на початку 1330 року.
У 1333 році став капітаном галер Великого моря та Константинополя. Його завданням був захист торгівельних суден, що прямували до Тани через Босфор і Чорне море. Він повернувся до Венеції до 31 жовтня, коли йому було доручено вивчати справи на Сході, зокрема звіти, що надсилалися до Венеції Священною Лігою, що значною мірою підтримувалася венеціанцями, та з Негропонте, а також брати участь у роботі комісій з питань судноплавства на Сході.
На початку 1334 року Марино Фалієро був обраний подестою острова Лесіна, де перебував до кінця червня 1335 року. У липні він був членом комісії, яка вивчала листи від Еліона де Вільнева, великого магістра лицарів-госпітальєрів щодо участі у хрестовому поході на Смірну, а через місяць - комісії щодо листування з Хайме III, королем Майорки. У той же час він також одружився зі своєю другою дружиною, Альвікою Граденіго. У листопаді 1335 року Фалієро був обраний savio agli ordini (радою, відповідальною за морські справи).
У травні 1336 року Фалієро був членом комісії, направленої для нагляду за обороною Камінезі. З 1 травня 1337 року по 28 лютого 1338 року він служив подестою Кіоджі. 1338 року після відвоювання Падуї стає подестою цього міста (до лютого 1339 року). У лютому—грудні 1339 року був подестою Тревізо.
Протягом наступного року він був членом різних комісій «мудреців» (savi) з різних питань, як внутрішніх, так і зовнішніх, починаючи від підготовки в Далмації до можливої війни з королем Угорщини Людовиком I до розгляду практики лихварства або нагляду за будівництвом доріг у Венеції.
З травня 1341 року по січень 1342 року він служив подестою Серравалле, а потім з квітня 1342 року по квітень 1343 року провів другий термін на посаді подести Кіоджі, хоча його фактичне перебування на посаді було коротшим, оскільки в березні його відкликали до Венеції для консультацій. Виступаючи гарантом угоди між Герардо V да Каміно та Ріццардо VII да Каміно й єпископом Ченеди, Марино Фалієро був винагороджений правом власності на замок Фрегона.
Навесні 1344 року разом з Андреа Корнером очолив посольство до папи римського Климента VI до Авіньйону. Зміг домогтися отримання папського дозволу на торгівлю з Александрією, яка знаходилася під владою Мамлюцького султанату. Під час його відсутності Фалієро знову був обраний подестою Кіоджі, посаду, яку обіймав його брат Орделаффо, доки Марино не повернувся з Авіньйона. Він залишався на цій посаді до 1 травня 1345 року.
14 січня 1346 року його знову призначили капітаном моря. Відпливши до Зари з флотом, він прибув туди наприкінці лютого, але вже в березні був змушений підкоритися П'єтро Чіврану, який прибув на місце події з іншим венеціанським флотом як головнокомандувач усіх військово-морських сил. 
З 4 серпня 1346 року по 4 серпня 1347 року другий термін обіймав посаду подести Тревізо. 24 вересня 1348 року Фалієро був обраний генерал-капітаном сухопутних військ проти міста Каподістрія, яке повстало проти венеціанського правління. Втім, на той час, як він прибув до Венеції та розпочав підготовку, повстання вже було придушене, і він лише в листопаді вирушив до Каподістрії як комісар, щоб забезпечити її оборону та вивчити, як можна збільшити доходи, що надходять від неї. 1349 року його було направлено посланцем до папського легата Гі де Монфора з питання накопиченої заборгованості через чуму та неминучу війну з Генуєю щодо decima dei morti (десятини, яку слід було сплачувати церкві з майна померлих венеціанців). Але вирішити це питання не вдалося. 
По поверненню в чергове стає подестою Кіоджі. У липні 1249 року на церемонії в Ченеді йому було надано феод Вальмарено, який Ріццардо VII да Каміно передав йому в обмін на позику від Республіки. У травні 1350 року він служив у раді з питань Далмації. Того ж року відправлений посланцем до Генуї, що вирішити існуючи проблеми та запобігти війні, що насувалася. У 1352 році Фалієро був відправлений з дипломатичною місією та зустрівся з болгарським царем Іваном Олександром у Нікополі, передавши йому листа від дожа Андреа Дандоло.
11 вересня 1354 року дізнався про своє обрання (35 з 41 голосів Ради сорока), перебуваючи з дипломатичною місією при папському дворі в Авіньйоні. Перша за все приділяв увагу війні з Генуезькою республікою, що складалася загалом невдало для Венеції. Тому скористався прибуттям 3 листопада до Падуї імператора Карла IV, який допоміг встановити 4-місячне перемир'я з Генуєю. Це дозволило розпочати реорганізацію флоту. Але вже 4 листопада  венеційський флот зазнав нищівної поразки у битві при Сапієнці. До всього додалося повалення 10 грудня візантійського імператора Іоанна VI Кантакузина, союзника венеційців, а владу перебрав Іоанн V Палеолог, союзник генуезців. Невдовзі також дійшла звістка про підготовку до війни угорського короля Людовика I, що планував відвоювати місто Зару.
Після цього, використовує загальне невдоволення проти аристократів та олігархів, вирішив здійснити заколот. Планувалося 15 квітня вбити головних патриціїв Республіки та оголосити Фальєро князем Венеції. Змова була погано організована, з поганою комунікацією між змовниками, і була швидко розкрита. Рада Десяти заарештувала ватажків та розставила озброєну охорону по всьому місту. Кілька змовників були засуджені до смертної кари, а інші - до різних термінів ув'язнення. Фальєро визнав себе винним за всіма звинуваченнями та був обезголовлений 17 квітня. У залі Великої ради, де були вишикувані портрети дожів, декретом Ради Десяти 1366 року зображення Фальєро було стерто, а на тому ж місці було розміщено напис: «Hic fuit locus ser Marini Faletri, decapitati pro crimine proditionis» («Це було місце, де Маріно Фалієро був обезголовлений за державну зраду»).